# Bertha Hernández de Ospina
Bertha Hernández de Ospina (Medellín, 17 aprile 1907 – Fusagasugá, 11 settembre 1993) è stata una politica, scrittrice e editorialista colombiana, moglie di Mariano Ospina Pérez, 15º Presidenti della Colombia.
Hernández de Ospina è la seconda first lady più influente nella vita politica colombiana dopo Soledad Román de Núñez moglie di Rafael Núñez. Bertha era uno dei membri del movimento per il suffragio colombiano fondato nel 1954 insieme a Josefina Valencia (prima donna ministro della Colombia) ed Esmeralda Arboleda prima donna deputata della Colombia.